# Dora Köring
Dorothea „Dora“ Köring (* 11. Juli 1880 in Chemnitz; † 13. Februar 1945 in Dresden) war eine deutsche Tennisspielerin.

## Karriere
Köring, Mitglied im Akademischen SV Dresden, gewann zusammen mit dem Leipziger Heinrich Schomburgk bei den Olympischen Spielen 1912 in Stockholm die Goldmedaille im Rasen-Mixed. In dem wegen der abwesenden Briten schwach besetzten Feld benötigten sie nur zwei Siege für den Triumph. Im Finale siegten sie mühelos gegen die schwedische Paarung aus Sigrid Fick und Gunnar Setterwall mit 6:4 und 6:0. Köring wurde damit die zweite deutsche Olympiasiegerin nach der Eiskunstläuferin Anna Hübler (1908). Im Einzel unterlag sie im Endspiel der Französin Marguerite Broquedis in drei Sätzen und gewann somit die Silbermedaille. Sie führte gegen die Französin lange, bevor die den Platz verließ, um ihre Schuhe zu wechseln. Dieses Manöver brauchte sie so aus dem Konzept, dass sie das Match noch verlor. Ihr größter Erfolg neben Olympia war der Gewinn der Deutschen Meisterschaften 1912 und 1913; 1910 hatte sie noch das Finale erreicht.
1927 spielte sie ohne großen Erfolg eine professionelle Tour und dort unter anderem gegen Suzanne Lenglen.
Nach ihrer Karriere als Tennisspielerin arbeitete Köring als Tennislehrerin in Dresden. Sie starb am 13. Februar 1945, während der Bombardierung Dresdens in ihrem Haus.